# Querétaro Fútbol Club
El Querétaro Fútbol Club, conegut popularment com els Gallos Blancos, és un club de futbol mexicà de la ciutat de Santiago de Querétaro.

## Història
L'any 1949, amb la creació d'una Segona Divisió mexicana, la federació proposà a l'Associació Queretana de Futbol que escollís un club per participar en aquesta lliga representant la ciutat. S'organitzà un torneig que fou guanyat per un equip anomenat Los Piratas. Aquest club canvià el seu nom esdevenint Club Querétaro A.C. i ingressà a la nova Segona Divisió. La fundació oficial del club és el 8 de juliol de 1950. Anys més tard va rebre el sobrenom de Gallos Blancos.
A mitjan anys 70 es creà un nou club anomenat Estudiantes que aviat rivalitzà amb els Gallos Blancos. El 1977, Armando Presa comprà ambdós clubs i els fusionà naixent l'Atletas Campesinos. L'any 1980 ascendí per primer cop a primera divisió. El club, però, fou venut al Sindicato de Petroleros de Ciudad Madero durant la temporada 1982-1983, passant el club de Querétaro a la ciutat de Tampico-Ciudad Madero.
Als anys 80, la Universitat Autònoma de Querétaro creà un club que fou anomenat 
UAQ Gallos Blancos. Aquest arribà a disputar la final de la segona divisió el 1987, on s'enfrontà al Correcaminos UAT. Després del primer partit el club patí un accident i tres jugadors de l'equip moriren. El club, afectat va perdre la final. El club es convertí en filial del Cruz Azul fins que fou venut a un grup d'homes de negocis d'Hermosillo, Sonora.
Després de la construcció de l'estadi La Corregidora a mitjans dels vuitanta, un important canal de TV creà un club a segona divisió anomenat Cobras de Querétaro. Ascendí a primera divisió el 1986 baixant la temporada següent a segona divisió i finalment traslladant-se a Ciudad Juárez.
El 1988 un nou club amb el nom de Club Querétaro fou fundat a la ciutat. Esdevingué nou rival del UAQ Gallos Blancos. Quan l'UAQ es traslladà a Tampico Madero, el Club Querétaro es convertí en el primer club de la ciutat. El 1994, el Gallos Blancos de Tampico Madero fou retornat a la ciutat de Querétaro. L'any 1998, Club Querétaro i UAQ Gallos Blancos es fusionaren formant, durant tres anys, el Gallos Blancos de Querétaro.
El 2002 el club CF La Piedad es traslladà de La Piedad a Santiago de Querétaro, i adoptà el nom Querétaro FC. L'any 2004 la Federació Mexicana reduí el nombre d'equips a segona divisió. El Querétaro FC fou un dels club escollits per descendir, però aquest mateix any comprà la franquícia del club Zacatepec i romangué a la categoria. El 2006 ascendí a primera divisió.

## Palmarès

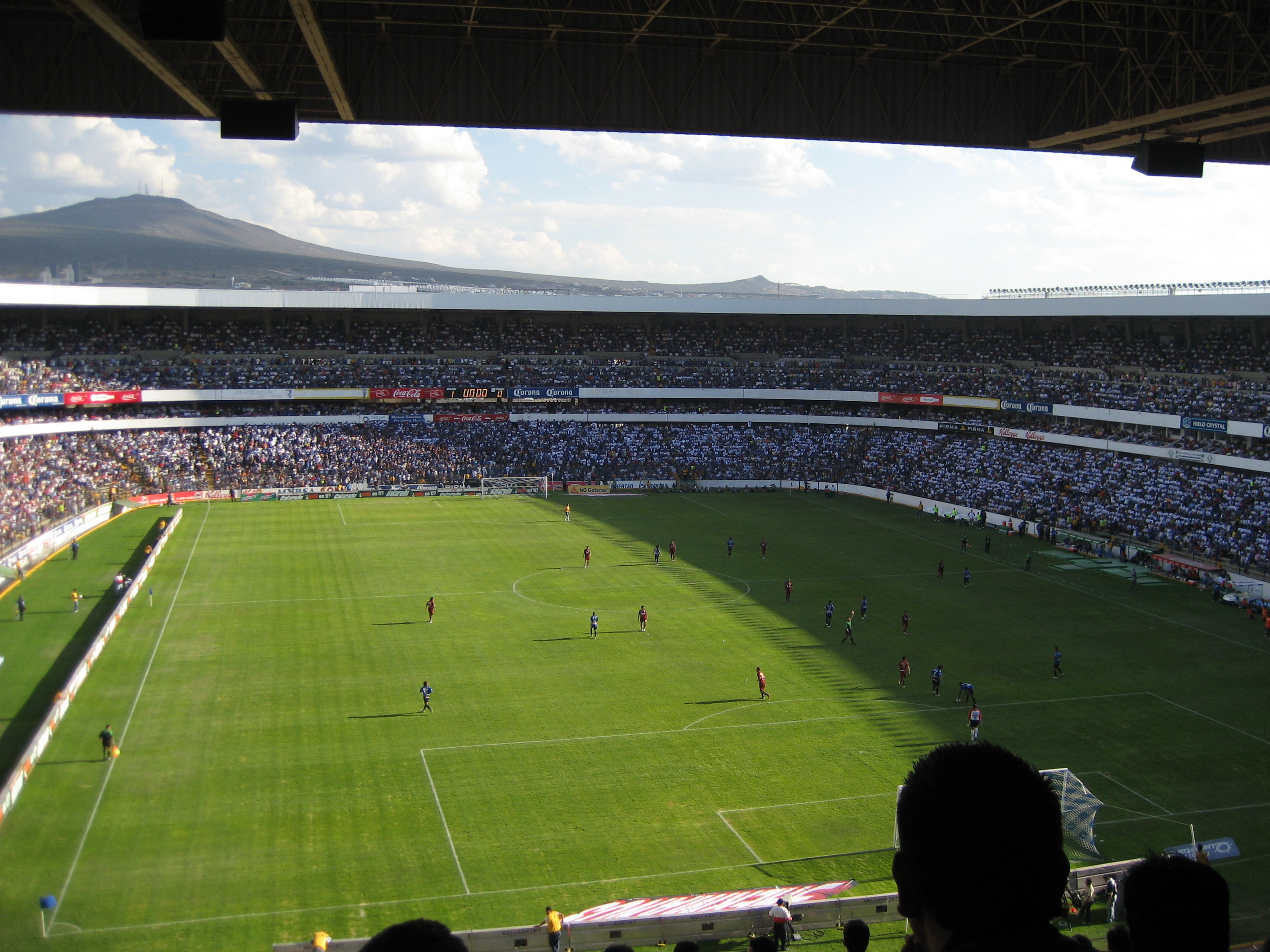
Estadi La Corregidora

- Segona divisió mexicana de futbol (3): Clausura 2005, Clausura 2006, Apertura 2008